# Madjedbebe
Madjedbebe (ook bekend als Malakunanja II) is een zandsteen-abri in Arnhemland, in het Noordelijk Territorium van Australië.  De site ligt ongeveer 50 kilometer van de kust, en leverde het oudste bewijs van menselijke bewoning op het continent. Het maakt deel uit van de landen die traditioneel bewoond worden door de Mirarr, een Aborigine-clan van het Gaagudju-volk, behorend tot de Gunwinyguan-taalgroep. Hoewel het wordt omringd door het Nationaal park Kakadu, bevindt Madjedbebe zelf zich in het Jabiluka Mineral Leasehold.

## Archeologische vondsten
Archeologische opgravingen door Christopher Clarkson et al. (2017) toonden dat de site met zekerheid 50.000 jaar en mogelijk al 65.000 +/- 6000 jaar geleden voor het eerst door mensen werd bewoond. De vroegste datum wordt echter niet algemeen geaccepteerd. De datum bepaalt ook de minimumleeftijd voor de komst van mensen in Australië, en is daarmee ook relevant voor de vroegste verspreiding van moderne mensen uit Afrika. 
Meer dan 100.000 artefacten zijn opgegraven, waarvan 10.000 in de laagste dichte bezettingslaag genoemd 'fase 2', waaronder door afslag bewerkte stenen werktuigen, geslepen stenen bijlen, slijpstenen, dierenbeenderen, schelpdieren, gemalen oker, houtskool, zaden en menselijke begrafenissen. Sommige hiervan werden meer dan 2,5 meter onder het oppervlak begraven. Archeobotanisch onderzoek heeft de exploitatie van plantaardige voedingsbronnen aangetoond, waaronder zaden, knollen en pandanusnoten. Brandhout was afkomstig van lokale eucalyptusbomen en moessonbossen.

## Geschiedenis van het onderzoek
In 1973 voerde archeoloog Johan Kamminga een kleinschalige proefopgraving uit tot een diepte van bijna 2,5 m. Dit leverde het eerste bewijs dat de site een tot het Pleistoceen teruggaande bezettingsgeschiedenis bezat. De bovenste 60 cm van de site werd gevormd door een rijke afvalberg van schelpen, dierlijke resten, stenen artefacten en menselijke overblijfselen. De laag hieronder was erg zanderig en bevatte meestal stenen artefacten.
In 1988 werd de site opnieuw bezocht door archeologen Rhys Jones en Christopher Chippindale, samen met geochronoloog Richard Roberts. Ze namen een boormonster om de site met de toen nieuwe techniek van thermoluminescentiedatering te testen. Het volgende jaar keerden Jones en Roberts met archeoloog Mike Smith terug naar de site en voerden een tweede proefopgraving uit, grenzend aan die van Kamminga. De TL-datering suggereerde dat de site ongeveer 50.000 jaar oud was. 
In 2012 en 2015 bezocht een team van onderzoekers, geleid door Clarkson en in samenwerking met de Gundjeihmi Aboriginal Corporation, de site opnieuw, om te proberen de vragen over de oudheid van de site te beantwoorden. Recente resultaten gepubliceerd door Clarkson en zijn team hebben geleid tot nieuwe vragen over de integriteit van de stratigrafie en de dateringen van menselijke aanwezigheid, maar Carkson's team hield vast aan de data.

## Rotstekeningen
Hoewel vooral bekend als de oudste archeologische vindplaats van Australië, is Madjedbebe ook de locatie van een groot aantal  rotstekeningen. In 2012 voerde een onderzoeksteam van de Australian National University onder auspiciën van het Mirarr Gunwarddebim-project een systematische documentatie van de rotstekeningen door. Het team legde op de site meer dan 1000 motieven vast. Omdat veel van de tekeningen vervaagd zijn en ze elkaar vaak overlappen, is dit het minimumaantal dat tegenwoordig nog te zien is. 
De Madjedbebe-motieven zijn meestal schilderingen gemaakt met behulp van natte verf, maar er zijn ook enkele stencils (waar een negatief beeld wordt gemaakt door verf te spuiten rond een object dat tegen de muur wordt gehouden), tekeningen (gemaakt met stukjes droge oker of houtskool), en bijenwasfiguren (gecreëerd door het aanbrengen van rolletjes bijenwas op het muuroppervlak).
Verschillende gekleurde pigmenten werden gebruikt, zoals rode, gele en oranje oker, maar ook witte klei en houtskool.
Er is geen absolute datering van de rotstekeningen, maar vergelijking met rotstekeningen elders suggereert dat de meeste uit de afgelopen 1.500 jaar afkomstig zijn. Sommige motieven kunnen echter enkele duizenden jaren oud zijn, en de traditie is waarschijnlijk veel ouder, met oudere schilderijen die zijn vervaagd of overgeschilderd.